# 邙岭镇
邙岭乡，是中华人民共和国河南省洛陽市偃师区下辖的一个乡镇级行政单位。

## 行政区划
邙岭乡下辖以下地区：
杨庄村、赵坡村、丁门口村、西蔡庄村、东蔡庄村、兰庄村、省庄村、刘坡村、牛庄村、牛新村、古路沟村、申阳村、吉沟村和周山村。